# Lène (Arros)
Die Lène ist ein Bach im Südwesten von Frankreich, der im Département Hautes-Pyrénées der Region Okzitanien südöstlich der Stadt Tarbes an der Nordseite der Pyrenäen verläuft.

## Geografie

### Verlauf
Die Lène entspringt am östlichen Ortsrand von Capvern und entwässert generell Richtung Nordwesten am Rande des Plateaus von Lannemezan. Der Bach verläuft dabei auf dem Großteil der Strecke in engem Abstand zwischen den Verkehrswegen Autobahn A64, Départementsstraße D817 und Bahnstrecke Toulouse–Bayonne, die er auch öfter quert und bei deren Errichtung er immer wieder umgeleitet werden musste. In seinem Unterlauf wendet sich die Lène schließlich nach Westen und mündet nach insgesamt rund 11 Kilometern an der Gemeindegrenze von Ozon und Ricaud als rechter Nebenfluss in den Arros.

### Orte am Fluss
(Reihenfolge in Fließrichtung)
- Capvern
- Capvern les Bains, Gemeinde Capvern
- Lutilhous
- Péré
- Caharet
- Metairie de Thouet, Gemeinde Bégole
- Lanespède